# 關原之戰
關原之戰（日语：関ヶ原の戦い）是指發生在日本戰國時代末期[h]的一場戰役。主戰場位於美濃國關原地区，而交戰範圍遍及全日本。交戰方為由德川家康帶領的東軍以及石田三成等人組成的西軍。
此戰也被譽為「決定天下的戰爭」（天下分け目の戦い），是日本史上最著名的戰役之一。大日本帝國陸軍參謀本部著書稱這場戰爭爲「關原之役」。

## 概述
豐臣秀吉死後，豐臣政權內部發生政治紛爭，引發德川家康帶領的東軍以及石田三成等人組成的西軍在各地交戰。
最終在西軍將領小早川秀秋叛變的情況下，東軍取得勝利，豐臣政府失去了統一政府的地位，而勝利者德川家康獲得了巨大的權力，為幕府制度的建立開闢了道路。

## 背景
羽柴秀吉（即豐臣秀吉）在解決了織田家的內部問題後，逐渐控制了織田氏舊家臣的實權，并有意統一日本。最初，秀吉想利用武力令德川家康屈服，可是在小牧·長久手之戰中挫敗，轉而採取與德川達成議和的外交手段，先有石川數正突然投靠秀吉，再利用聯姻手段使德川臣服。
1587年秀吉就任關白一職。1590年，秀吉攻打後北條氏的小田原城後，德川家康立下了戰功。秀吉将家康從其当时的领地三河國以及東海地方移封到關東地方一帶，分封的領地多達八國，成為了兩百萬石的大名，但將德川氏調離世代經營的三河仍含有明升暗降的意味。自此，家康開始在武藏國江戶城（今東京）培養他的勢力。
豐臣秀吉於1592年至1598年發動的文祿·慶長之役，嚴重地削弱了當時主要大名的軍力和資金。由於德川家康得到秀吉的批准，以討伐北條殘餘勢力為名，獲准留守名護屋城進行守備工作，沒有直接參加兩次戰役，所以戰爭對德川家的影響較少，实力因此逐漸增大，只有当时同為五大老之一的前田利家才有制衡家康的勢力。此外，在文禄之役講和之前，主張戰爭的武斷派加藤清正、福島正則等人與主張交涉談判的文治派小西行長、石田三成等人因意識形態不同，便由此不和。
豐臣秀吉於慶長三年八月十八日（1598年9月18日）在伏見城內逝世，享壽六十一歲。繼承人是只有六歲的豐臣秀賴，豐臣家立即將朝鮮半島的軍隊召回國內。秀吉離世前要求五大老和五奉行交換書狀，使他們效忠於豐臣家。另外也提及千姬（德川秀忠的女兒）與豐臣秀賴結婚的事宜。
根據當時的法例，未得豐臣家許可，大名之間不得私自聯姻，這是為了防止大名之間建立外交關係。可是其後德川家康卻開始專政，從他為拉攏而增加一些大名的石高中看得出德川家康已經準備奪權，以及鞏固自己權力的野心。
- 家康於關原之戰前所進行之政治聯姻[5]：
  - 德川家康的六男松平忠輝與伊達政宗的女兒五郎八姬的婚姻。
  - 德川家康的異父弟松平康元的女兒滿天姬與福島正則養子福島正之的婚姻。
  - 德川家康的孫女婿小笠原秀政的女兒，也是德川家康其中一個養女萬姬與蜂須賀家政之子蜂須賀至鎮的婚姻。
  - 德川家康的舅舅水野忠重的女兒正應院（另一說法為清淨院），與加藤清正的婚姻。

- 家康於關原之戰前所增加大名的石高（以下的單位以石高計算）：
  - 對馬國的宗義智由1萬增加到2萬。
  - 遠江國濱松城城主堀尾吉晴增封越前國的府中城5萬，合計17萬。
  - 美濃國金山城城主森忠政由7萬，移封到信濃國的川中島13萬7千。
  - 丹後國宮津城城主細川忠興由1萬8千，增封豐後國的杵築，合計6萬。

## 導火線

### 七將襲擊三成

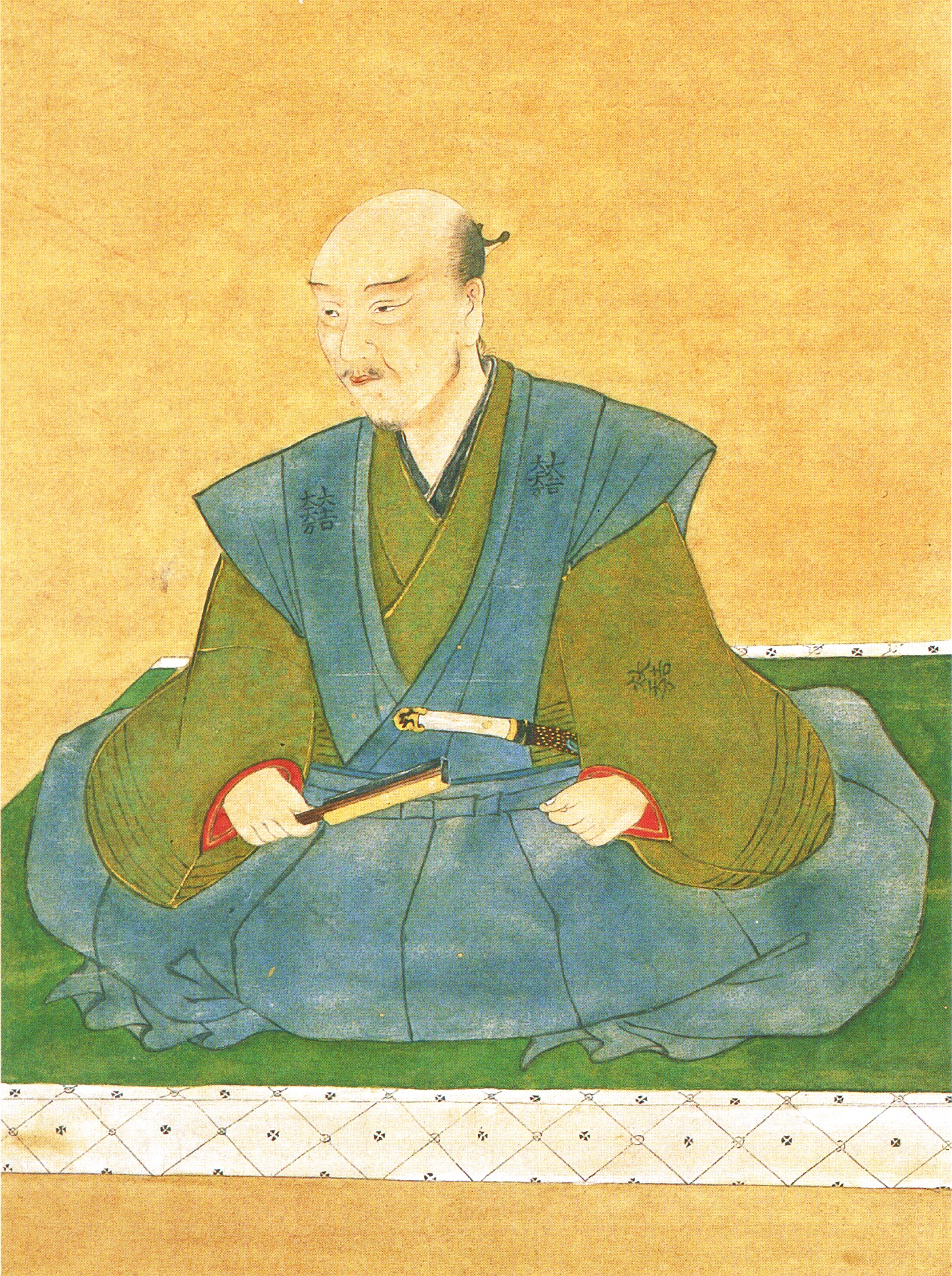
西軍領導人石田三成

1599年（慶長4年）閏3月3日（4月27日），豐臣秀吉死前委託之監護人前田利家病重過世，間接使家康成為最有政治影響力的人物。利家死後不久，武斷派當中的七人：加藤清正、福島正則、黑田長政、藤堂高虎、加藤嘉明、淺野幸長和細川忠興準備在伏見城前田利家的宅邸暗殺與他們素來不合的石田三成。但石田三成在事前已察覺，在常陸國大名佐竹義宣事先安排的部隊掩護之下逃離。石田三成稍後在伏見城面見德川家康請求仲裁，這個大膽的舉動使家康失去借刀殺人、除掉三成的機會，而不得不向三成提供庇護。家康最後的決定是石田三成必須辭去五奉行的職務，在佐和山城隱居。三成在閏3月19日抵達佐和山城。這個事件意味著政權落入家康之手。不過，關於三成與家康會面的事件並沒有可靠的史料支持。

### 家康暗殺事件

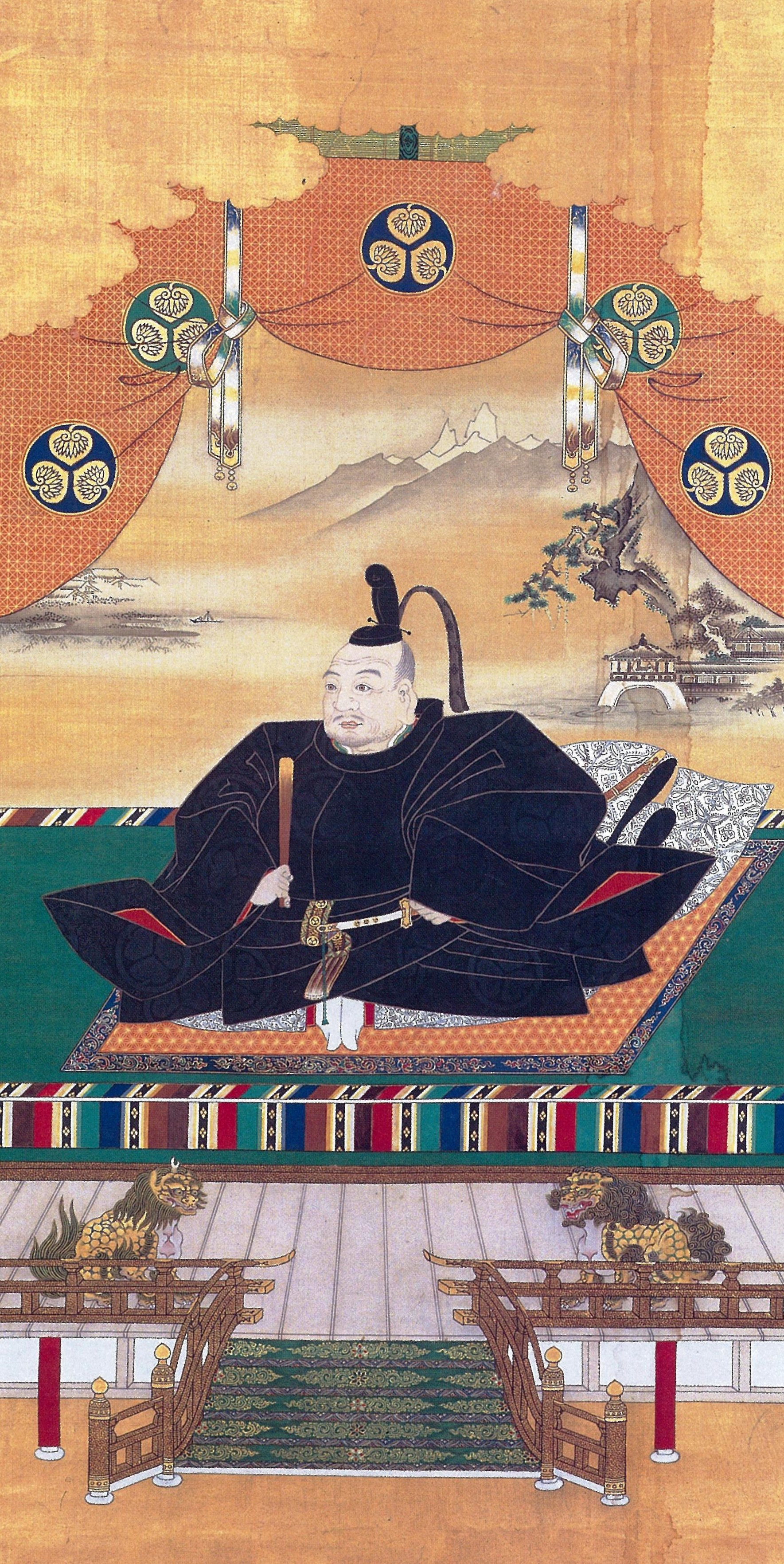
東軍總大將徳川家康

1599年9月7日，德川家康進入大坂城。在9月9日（西曆10月27日）重陽節當天，眾人齊聚歌賀豐臣秀賴。與此同時，增田長盛與長束正家向德川家康告密，揭發了“家康暗殺計劃”。此計劃的主謀者是前田利長、淺野長政、大野治長和土方雄久，各方對此事件大為緊張。雖然查明此事並非屬實，但是德川方決定將此事嚴重化。同年9月28日，德川家康出兵到大坂城。10月2日開始對嫌疑者進行處分：淺野長政被迫隱居於甲斐國，大野治長被下總國的結城秀康監視，土方雄久則被常陸國的佐竹義宣監視。翌日，留守大坂城的大名們被家康召集到西之丸，決定以丹羽長重為首的先鋒對前田軍進行討伐。為了討好德川家康，前田利長派遣使者橫山長知進行議和，讓母親芳春院作為在江戶城的人質，因而使得其領地維持不變。

### 直江狀
上杉景勝與石田三成、增田長盛、長束正家等合作，開始積極招募工匠，規模達八萬人，開始增強軍備和整頓內政，築起新城，錄用上泉泰綱等人才。不過在1599年（慶長4年）11月19日，東北地方的大名戶澤政盛向德川家康密報，主要內容是向德川報告上杉景勝最近的動作。之後，越後國的大名堀秀治派遣了密探，經調查後向德川家康匯報「景勝有反叛之意」（上杉景勝に叛意あり）。1600年四月，上杉景勝的家臣藤田信吉，因與上杉景勝不和，而向德川秀忠訴苦。其後，德川家康寫了一封信給上杉景勝，要求景勝到京城解釋他為何會有這樣的舉動。信件於翌日4月14日到達會津，由上杉家家臣直江兼續回覆信件，逐條反駁所有指控，這封信名為“直江狀”（據另一種說法是增田長盛和長束正家偽冒直江兼續的名義去寫，但是沒有可靠的證據支持）。「直江狀」中不但逐條批駁了德川家康的指責，而且語多譏諷，似乎故意想要激怒德川家康一般。家康於5月3日收到信件，閱讀後勃然大怒，平時非常能忍的他竟說出：「吾生五十七年閱狀無數，此為當中最無禮放肆之書狀！此小子欺人太甚，吾焉能容忍如此之作？」。因此家康以豐臣秀賴首席大老的名義，發信件向各大名公布，要求征伐悖逆謀反的上杉氏，從而揭開了大戰的序幕。（亦有指出直江狀是後世偽造）

## 開戰

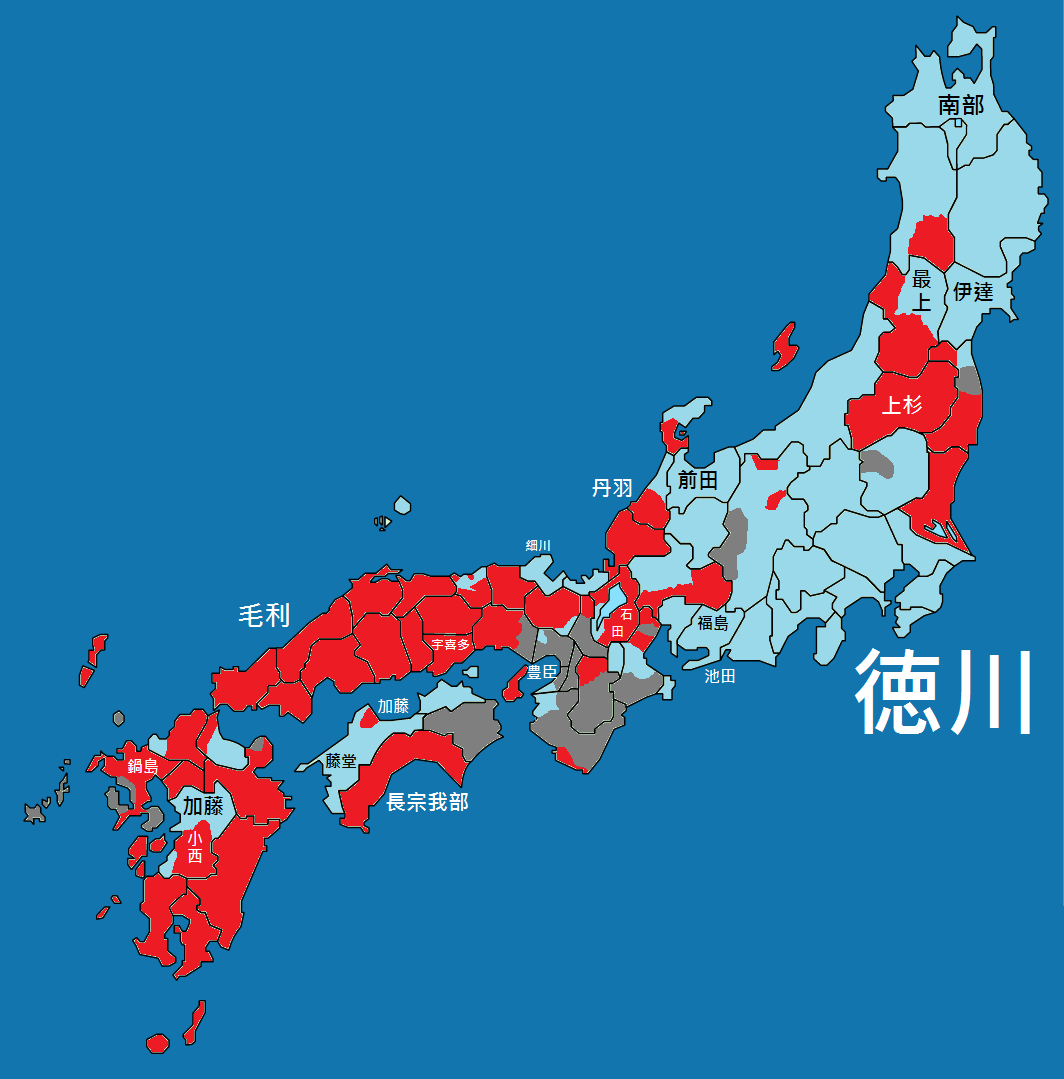
關原之戰時大名走向圖（紅色為西軍，藍色為東軍，灰色為中立勢力）

- 下表中的兵力主要依據《日本戰史關原役》。《日本戰史關原役》稱東西兩軍兵力實數不詳，並載有每100石塊石塊3人計算的可動員兵力推測值。

（石高的旁邊○印是關原佈陣的大名，●是倒戈的大名，▲只是佈陣的大名）
|      | 武将             | 石高（万石）                | 兵力         |      | 武将         | 石高（万石） | 兵力                |
| ---- | ---------------- | --------------------------- | ------------ | ---- | ------------ | ------------ | ------------------- |
| 西軍 | 毛利輝元         | 112.0                       | -            | 東軍 | 徳川家康 ○   | 256.0        | 約30,000            |
| 西軍 | 毛利秀元 ▲       | （20.0）                    | 約16,000     | 東軍 | 松平忠吉 ○   | （10.0）     | 3,000               |
| 西軍 | 吉川廣家 ●       | （14.2）                    | －           | 東軍 | 井伊直政 ○   | （12.0）     | 3,600               |
| 西軍 | 大友義統         | 壬辰倭亂改易。 毛利輝元支援 | 約2,000      | 東軍 | 本多忠勝 ○   | （10.0）     | 500                 |
| 西軍 | 上杉景勝         | 120.0                       | 約25,000     | 東軍 | 前田利長     | 84.0         | 約25,000            |
| 西軍 | 島津義弘 ○       | 73.0                        | 約1,700      | 東軍 | 伊達政宗     | 58.0         | 23,000〜28,000      |
| 西軍 | 宇喜多秀家 ○     | 57.0                        | 17,220       | 東軍 | 堀秀治       | 45.0         | －                  |
| 西軍 | 佐竹義宣         | 54.0                        | －           | 東軍 | 最上義光     | 24.0         | 約7,000             |
| 西軍 | 小早川秀秋 ●     | 37.0                        | 15,675       | 東軍 | 福島正則 ○   | 24.0         | 6,000               |
| 西軍 | 長宗我部盛親 ▲   | 22.0                        | 6,660        | 東軍 | 加藤清正     | 20.0         | －                  |
| 西軍 | 小西行長 ○       | 20.0                        | 6,000        | 東軍 | 筒井定次 ○   | 20.0         | 2,850               |
| 西軍 | 增田長盛         | 20.0                        | 3,000        | 東軍 | 細川忠興 ○   | 18.0         | 5,100               |
| 西軍 | 石田三成 ○       | 19.4                        | 5,820        | 東軍 | 黒田長政 ○   | 18.0         | 5,400               |
| 西軍 | 織田秀信         | 13.5                        | 約9,000      | 東軍 | 蜂須賀至鎮 ○ | 17.7         | 不明                |
| 西軍 | 小川祐忠 ●       | 7.0                         | 2,100        | 東軍 | 浅野幸長 ○   | 16.0         | 6,510               |
| 西軍 | 安国寺恵瓊 ▲     | 6.0                         | 1,800        | 東軍 | 池田輝政 ○   | 15.2         | 4,500               |
| 西軍 | 毛利勝信 ○       | 6.0                         | 不明         | 東軍 | 生駒一正 ○   | 15.0         | 1,830               |
| 西軍 | 長束正家 ▲       | 5.0                         | 1,500        | 東軍 | 中村一榮     | 14.5         | 4,350               |
| 西軍 | 大谷吉継 ○       | 5.0                         | 1,500        | 東軍 | 藤堂高虎 ○   | 8.0          | 2,490               |
| 西軍 | 大谷吉治 ○       | －                          | 3,500        | 東軍 | 堀尾吉晴     | 10.0         | －                  |
| 西軍 | 木下賴繼 ○       | 2.5                         | 750          | 東軍 | 加藤嘉明 ○   | 10.0         | 3,000               |
| 西軍 | 田丸直昌 ○       | 4.0                         | 不明         | 東軍 | 田中吉政 ○   | 10.0         | 3,000               |
| 西軍 | 真田昌幸         | 3.8                         | 2,500〜3,000 | 東軍 | 京極高知 ○   | 10.0         | 不明                |
| 西軍 | 脇坂安治 ●       | 3.3                         | 990          | 東軍 | 京極高次     | 6.0          | 約3,000             |
| 西軍 | 赤座直保 ●       | 2.0                         | 600          | 東軍 | 寺澤廣高 ○   | 8.0          | 2,400               |
| 西軍 | 平塚為廣 ○       | 1.2                         | 360          | 東軍 | 山內一豐 ○   | 5.9          | 2,058               |
| 西軍 | 朽木元綱 ●       | 1.0                         | 600          | 東軍 | 金森長近 ○   | 3.9          | 1,140               |
| 西軍 | 戶田勝成 ○       | 1.0                         | 300          | 東軍 | 有馬豐氏 ○   | 3.0          | 900                 |
| 西軍 | 河尻秀長 ○       | 1.0                         | 300          | 東軍 | 滝川一時 ○   | 1.4          | 不明                |
| 西軍 | 石川貞清 ○       | －                          | 360          | 東軍 | 織田長益 ○   | 0.2          | 450                 |
| 西軍 | 織田信高 ○       | －                          | 不明         | 東軍 | 古田重勝 ○   | －           | 1,020               |
| 西軍 | 毛利元康         | （－）                      | －           | 東軍 | 徳川秀忠     | （－）       | 約15,000            |
| 西軍 | 小早川秀包       | 13.0                        | －           | 東軍 | 榊原康政     | （10.0）     | 3,000               |
| 西軍 | 立花宗茂         | 13.2                        | －           | 東軍 | 大久保忠隣   | （6.5）      | －                  |
| 西軍 | 筑紫廣門         | 1.8                         | －           | 東軍 | 酒井家次     | （3.7）      | 900                 |
| 西軍 | 鍋島直茂・勝茂 ● |                             | 32,000       | 東軍 | 黒田官兵衛   | (18.0)       | 9,000(暫時地13,000) |

- 西軍佈陣如下：
  - 在笹尾山中，石田三成在該處中山本陣，先鋒有重臣島左近和蒲生賴鄉，兵力估計為八千；
  - 在三成的右則，駐守有秀賴的黃母衣眾、織田信高、伊藤盛正等。而在前往北陸道路中，兵力一千五百的島津義弘駐守這裡；
  - 島津義弘的右側的天滿山，有小西行長，兵力為數約四千；
  - 在關原之戰率兵最多的西軍將領宇喜多秀家，則在南天滿山佈陣；
  - 大谷吉繼駐守於在通往京都地區的街道中，其家臣平塚為廣和戶田勝成擔任先鋒，兵力合共約二千；
  - 在大谷吉繼的右方，則有木下賴繼和大谷吉繼的兒子大谷吉治，兵力約三千。在東山道以南，有赤座直保、小川祐忠、朽木元綱和脇坂安治共約四千二部隊；
  - 在松尾山中，架構了松尾新城的小早川秀秋的一萬五千六百的部隊；
  - 南宮山中，毛利秀元的萬五部隊駐守後方，吉川廣家、安國寺惠瓊、長束正家和長宗我部盛親合共約一萬零三百兵力守在山腳，西軍佈出鶴翼之陣，有利於挾擊東軍。

### 會津征伐
德川家康在6月2日命令關東地方所有的大名準備出征會津。6月6日部隊在大坂城留守準備出征。6月15日，家康為了討好豐臣秀賴，贈給秀賴二萬兩黃金和二萬石的米，此舉被認為是為了討好豐臣家，讓德川軍進行一場所謂的「正義之戰」。家康於6月18日從伏見城出發。但是家康的行軍速度緩慢，喜好鷹獵的家康更在途中打獵，而這一切都是為了在等待其實已經不滿他很久、想討伐他德川家康的豐臣家及親豐臣家的大名出兵起事。
家康在7月2日抵達江戶城，7月7日下了一道命令，進軍會津的日期是7月21日。在7月3日，榊原康政和德川秀忠的部隊（共37500兵力）先行出發，抵達下野宇都宮城。7月21日德川家康為首的部隊（共31800兵力）從江戶城出發。7月24日，德川家康的部隊抵達下野的小山時，留守在伏見城、已受到西軍攻擊的伏見城守將鳥居元忠派來使者急報，說石田三成聯同其他勢力出兵，目的是「打倒家康」翌日，德川家康開始進行軍議，史稱“小山評定”。軍議中，家康告知眾人石田三成已有所動作，並提及三成可能會將各大名的妻子作為人質，去留由眾將自由決定。但是，福島正則和山內一豐的發言使大部份大名都留下來，只有真田昌幸和田丸直昌反對而離開（田丸沒有參加會議）。昌幸的長子真田信幸則加入了德川軍。7月26日眾將開始向江戶城出發。在8月5日德川家康部隊抵達了江戶城並稍作休息。另一方面，8月13日以福島正則為首的先鋒到達了清洲城。

### 三成發兵
7月1日，豐臣家五大老之一的宇喜多秀家在豐國神社舉行出征儀式，向德川家康宣戰。當石田三成知道德川家康向會津的上杉景勝舉兵的消息之後，便開始嘗試著阻止部分大名去加入德川軍。三成於7月2日向要前去參與德川家康、而中途經過佐和山城時、順道來拜訪他的好友大谷吉繼勸說，請求他不要加入德川家康的陣營；大谷不忍背棄三成，又考慮到自己患有麻瘋病，壽命也已經不長，所以在7月11日決定幫助三成。翌日，三成、吉繼、增田長盛和安國寺惠瓊在佐和山城進行了秘密會議。隨後與五奉行之中的前田玄以、長束正家和增田長盛等三人進行聯署，後來他們在愛知川又成功阻止了鍋島勝茂、長宗我部盛親等大名的部隊向會津進軍。另外，石田三成答允織田秀信，戰後將為他增封美濃和尾張兩國，使西軍確保了在美濃國以西的據點。然而在7月13日拘捕人質的策略失敗了，因為黑田長政、黑田孝高、加藤清正的妻子和水谷勝俊的兒子等早已都成功逃離，只有細川忠興的妻子細川伽羅奢寧死不屈，求家臣小笠原少齋殺死她自己。而小笠原少齋在殺了細川迦羅奢後，放火燒去宅邸後自盡，這使得數位不滿石田三成的大名心無牽掛地參與了東軍。
毛利輝元在7月17日從廣島城到達大坂城。同日，西軍在大坂發表出兵宣言，正式向德川家康宣戰，總兵力約9萬5千人，至於西軍總大將毛利輝元等留守大坂城輔助豐臣秀賴。翌日，以石田三成為首的主力部隊開始包圍伏見城。

### 伏見包圍戰
7月18日西軍到達伏見城後，要求伏見城守將鳥居元忠開城投降，鳥居元忠拒絕。於是19日西軍開始攻城，由小早川秀秋、島津義弘、毛利秀元、宇喜多秀家、鍋島勝茂等人負責先鋒，守城方兵力只有一千八百名。但是因為伏見城是豐臣秀吉生前所建造最堅固的要塞之一，所以攻城的難度相當高。直到7月24日西軍成功找到了內通，放火燒城才突破了松之丸，鳥居元忠退守至本城；他曾發動多次的突擊，但仍無法抵禦西軍大規模部隊。最後在8月1日、本城被攻破，鳥居元忠遭到雜賀孫一討死，但這已令西軍主力浪費了寶貴的15天時間。
後來西軍主要兵分兩路，一部份部隊由宇喜多秀家、毛利秀元、小早川秀秋等為首的西軍部隊向伊勢國支持東軍的大名進攻，而大谷吉繼負責牽制北陸地區的東軍部隊。其後，石田三成在8月9日抵達了佐和山城。丹後方面，西軍由丹波國大名小野木重次指揮，攻擊細川忠興的父親細川藤孝之田邊城，總兵力約萬五左右。然而這場兵力懸殊的攻城戰卻在藤孝的頑抗與巨大聲望（藤孝是當時國寶級的文化人）影響下持續兩個月，直到舊曆九月十三日才在朝廷公卿的斡旋下以和平開城告終。

### 岐阜攻城戰
東軍方面，以福島正則為首的先鋒隊伍在8月14日抵達了清洲城，部隊在清洲城逗留。他們于8月22日收到了家康的書信，指示他們可以繼續前進。他們首先攻佔了杉浦重勝的竹鼻城。8月24日，福島正則一行人進行會議，一致決定攻下美濃國西軍所屬城堡，當中包括岐阜城。福島正則和池田輝政兵分兩路向岐阜城進發。同日織田秀信決定迎擊。兩隊人馬在木曾川交戰，東軍輕易擊退迎擊部隊，織田軍被迫退守岐阜城。翌日，東軍迫近岐阜城。秀信原先準備自盡，在池田輝政的遊說下，秀信打消自盡的想法，出家為僧。石田三成本來想救援織田秀信，但是在藤堂高虎的進擊下，東軍途中擊退了舞兵庫在合渡駐守的守備隊。因為秀信戰敗，令三成以尾張作為戰線的計劃受挫。
岐阜攻城戰後，東軍在赤坂佈陣。隨著岐阜城被攻佔，東軍乘勝追擊。西美濃方面，德永壽昌、市橋長勝攻下福束城、高須城。犬山城方面，關一政、加藤貞泰、竹中重門等人在井伊直政的勸說下投降。此外郡上八幡城城主稻葉貞通與金森可重、遠藤慶隆等人交戰後戰敗，向東軍投降。

## 關原決戰

### 佈陣
其後，石田三成回到佐和山城。過了不久，因擔心大垣城被攻陷，三成再次回到了大垣城。其後，西軍眾將要求三成在關原會合。9月2日，大谷吉繼到達松尾山的東南中村佈陣。9月7日，毛利秀元、吉川廣家、安國寺惠瓊和長宗我部盛親到達南宮山。在9月14日的下午，三成突然離開大垣城，留下了福原長堯、熊谷直盛等將領留守，理由是大垣城無法抵擋水攻。此外還有一個可能性，石田三成與其他將領密通，企圖在關原以鶴翼之陣準備迎擊敵軍。
石田三成的部將島左近在杭瀨川成功挑釁東軍的部份軍隊後，故意撤退讓東軍追趕，宇喜多秀家的部將明石全登設下火槍隊進行埋伏，擊退了因被挑釁而追擊的中村一榮和有馬豐氏的部隊，戰死者當中最高位階的是中村氏家老野一色賴母，此事件稱為“杭瀨川之戰”。其後石田三成退到笹尾山，並在9月15日（10月21日）凌晨二時到達。其後，宇喜多秀家部隊在凌晨五時到達，西軍在關原佈陣完畢。關原地區的不破關是日本古代三大關之一，是早期律令制重要關卡。
在戰前，大谷吉繼向小早川秀秋承諾，只要西軍取得勝利的話，就讓他在豐臣秀賴十五歲之前（1607年以前）成為關白。小早川秀秋原先本來想加入東軍，但因為大谷所開出的條件，使秀秋陷入一個猶豫不決的情況。至於東軍方面，小早川秀秋部下平岡賴勝及稻葉正成則與家康互通書信，確保秀秋順利叛變。至於毛利軍團和其他小股兵團（與東軍有秘密協議者），因為秘密協議的緣故，所以開戰時只派兵騷擾一下戰況，然後就沒有後續的動作。
註：以下的數字均以兵力，即人數作為單位，根據舊日本帝國參謀部著書《關原之役》為準
東軍的德川家康在9月1日（10月7日）離開江戶城，向西出發，於9月14日（10月20日）到達了赤坂。當家康知道西軍放棄了大垣城以後，開始向西前進。14日早上六時，東軍佈陣完畢。同時，西軍希望大坂城的毛利輝元能夠出兵支援（兵力估計為30000），並由小早川部隊臨時搭建的松尾新城，作為長期戰的據點。在戰前的晚上，西軍將領島津義弘、小西行長提議對東軍進行夜襲，但這個提議未被石田三成採納。
家康大約在凌晨二時吩咐各大名上前，即使當天得知三成放棄大垣城，但沒有指示部隊向大垣城進攻，反面向西前進。
- 東軍佈陣如下：
  - 南方的主力是福島正則，共有六千兵力，右方的主力是黑田長政，有五千四兵力。在黑田隊中，由北算起細川忠興隊約五千、加藤嘉明三千、筒井定次隊有二千八百五十，還有田中吉政的三千兵力。與石田、島津和小西隊對峙；
  - 後方則有井伊直政的三千六百、松平忠吉的三千，加上古田重然、織田有樂、金森長近和生駒一正隊共約六千左右。而在福島隊這一邊，京極高知隊的三千、寺澤廣高的二千四百，軍監督本多忠勝則部署了五百兵，在後方的桃配山上，總大將德川家康統領三萬兵；
  - 殿後軍中，也就是與南宮山的西軍對峙的部隊中，由西數過來則有有馬忠氏的九百，山內一豐的二千零八十八，淺野幸長的六千五百一十和池田輝政的四千五百六十。

同一時間，德川秀忠因為軍費調配問題和攻擊上田城時拖延了時間，9月13日部隊仍然在信濃國的諏訪，無法在9月15日抵達關原。西軍的立花宗茂，小早川秀包等，在關原之戰發生的前一天，攻陷了近江國的大津城，同樣也無法趕及參與在關原的戰鬥。
在明治時代，當時來到日本的德國軍事顧問庫爾蒙·威廉·雅各·麥基爾少校看到由日軍提供的佈陣圖，立即說：「這場戰爭是西軍勝出」。但後來日軍軍官指出了足夠的情報搜集（比如東軍駐地為古關所不破關，原是京畿方面防備關東最重要的關口，而此時西軍已失去此重要據點，西面的北國街道和中山道在此被東軍分割，而東面的中山道和伊勢街道因小早川勢的叛變，得以在此會合，毛利军优势兵力未到达战场，又加上原固守東面中山道的大垣城被棄守，即使小早川不叛變，情勢也對西軍並不有利）和計謀，麥基爾少校才能再做出正確的評斷，可見這場戰爭中戰況的多變，以及東軍在布陣上所占据的極大優勢。

### 開戰

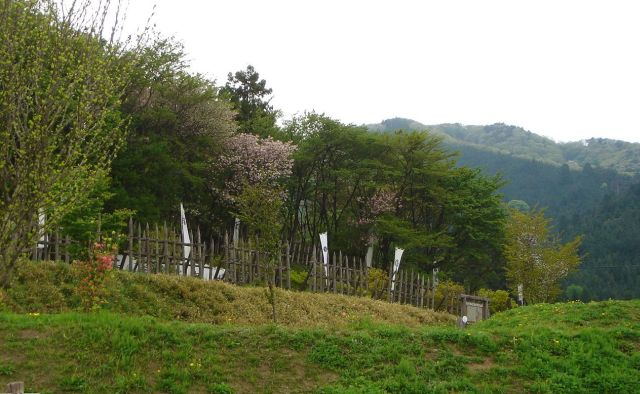
現今在岐阜縣關原町石田三成本陣陣跡

德川家康在確認西軍佈陣後，緩緩前進，讓前線部隊在壓力之下進軍。早上七時大霧瀰漫，加上毛毛雨不斷，兩軍大概對峙了一個小時，直到霧逐漸消散為止。早上約八時，前鋒福島隊向宇喜多隊開火，宇喜多隊作出還擊，戰鬥從兩方互相開火時正式開始。此外，黑田和細川隊則向西軍主將石田隊發起進攻，藤堂和京極隊則向大谷隊猛攻。古田隊和織田有樂兩隊向小西隊攻擊。而松平隊跟井伊隊則迂迴攻擊島津隊。後來井伊隊不滿福島隊搶先進攻，轉攻小西隊。
當時，在戰場上觀戰，負責作記錄的太田牛一在《關原御合戰雙紙》中有這樣的描述：
「敵我雙方互相衡突，鐵砲跟箭所發出的發出的聲音，轟動了天空，地上震動起來，冒起了黑煙，日間就像暗夜一樣。敵我雙方短兵相接，拿起武器與敵人交戰。從前方的火焰中，看到了整個日本分開了為兩個勢力而戰，並數度在交手。」
原文：

戰況一直對西軍有利，向大谷隊進攻的藤堂隊和福島隊，在面對大谷隊和宇喜多隊夾擊之下，無法作出有效反攻，福島隊甚至被迫後退了五百公尺左右，而小西隊則在天滿山抵擋住織田軍和古田軍。雖然黑田、細川和加藤等主力在兵力上有壓倒性的優勢，甚至一度直逼石田三成的本陣，並且石田隊猛將島左近被黑田長政家臣菅正利的鐵炮隊流彈所傷而後退[d]。此時三成利用了三門大筒向敵軍攻擊，使他們一度陷入混亂，石田軍在兵力及戰況不利的情況下反而向前推進了一百公尺左右。

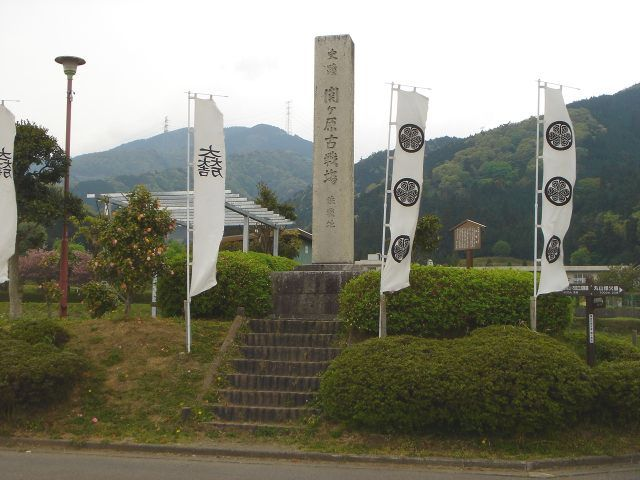
現今在岐阜縣關原町所樹立的「決戰地」紀念碑

在上午十一時左右西軍的石田隊、小西隊、大谷隊和宇喜多隊點燃了狼煙，通知所有西軍發動總攻擊，包圍家康的部隊。然而，為了保全毛利領地而早已答應家康的吉川廣家，在山腳阻擋了毛利秀元的進軍，並以秀元正在用餐為由搪塞催促進軍的西軍使者，而使此事留下了“宰相殿下空便當”的別名。另一方面，長束隊和長宗我部隊仍然不動，而島津隊也繼續在旁觀望。當時小早川秀秋正在猶疑應該如何做——雖然他已經是東軍內應，但是眼見的戰況是西軍有利。故小早川隊也是按兵不動，儘管當時三成再次以文書促請他們參戰，然而秀秋都不為所動。其後，三成、小西和宇喜多再次以文書促請小早川隊參戰，甚至三成親自遊說島津隊要求參戰，但遭到後者的拒絕。

### 小早川秀秋叛變
另一邊，希望速戰速決的家康顯得非常焦慮。家康寫信給黑田長政，詢問小早川秀秋是否確定叛變。黑田長政的回信內容卻是「不知道」。家康又派遣忍者送信，要求小早川秀秋趕快出兵，但是小早川秀秋仍然沒有任何動靜，家康怒火中燒，命令鐵砲隊向小早川秀秋的陣地開火威嚇。由家康鐵砲大將布施孫兵衛及福島正則的鐵砲大將堀田勘右衛門指揮下，在黑血川沿河一帶向小早川所部進行射擊。當小早川聽到了鐵砲的聲音後，由黑田長政派遣來的家臣大久保豬之助也拿起了家臣平岡賴勝的鎧甲，另一隻手則拿起了小刀作行刺狀，欲迫使小早川秀秋立即選擇叛變。當時的狀況秀秋已經沒有其他選擇，因此他命令全軍向大谷吉繼的陣地攻擊。但是史界有人认为松尾山的高度三百米加上激战的声音，秀秋不大可能认清向自己射击的是否為铁炮音，因此也有人说射击的是大炮（大筒）。

### 西軍瓦解
小早川隊向大谷隊進攻，大谷吉繼在事前早就預測到小早川秀秋會叛變，故已部署了600名兵員於半路上阻擊小早川隊；小早川隊還一度因為大谷隊的攻勢而後退。但在這時，赤座直保、小川祐忠、朽木元綱和脇坂安治等四隊西軍將領見小早川秀秋背叛西軍，也同時率軍倒戈攻打大谷吉繼的本陣；而原本敗走的東軍藤堂高虎隊，也在此時重新整編好部隊之後又再次進攻大谷隊，導致大谷吉繼反被陷入包圍並且最後遭到擊敗。在戶田勝成、平塚為廣等兩位大谷隊的先鋒大將相繼戰死後，大谷吉繼在殘存兵士的掩護之下，於戰場上切腹自盡身亡。
下午大約一時左右，大谷吉繼兵敗自盡而全軍覆沒的消息傳到了西軍，嚴重打擊了其他西軍隊伍的士氣；小西行長的部隊立刻陷入混亂，在無法正常指揮下崩潰敗逃；宇喜多秀家聞訊之後更是情緒失控的大吼大叫，還企圖帶領本部兵馬欲向小早川隊的本陣進攻，最後在明石全登的苦苦勸諫之下才撤退。而石田隊則往北陸地方逃走，在撤退時，部下蒲生賴鄉為了掩護石田隊而斷後，英勇陣亡。

### 島津前進撤退
一直旁觀的島津隊從未真正交戰過，但是當他們得知西軍大敗的消息後，島津做出了一個非常大膽的決定——以前進的方式撤退，前往伊勢街道脫離戰場。當島津軍開始前進之時，東軍的福島、本多、井伊、松平各隊向島津隊追擊，島津隊犧牲了島津豐久、替身阿多盛淳等人，而德川隊當中，井伊直政和松平忠吉受到流彈所傷，本多忠勝的座騎被擊中而墮馬。不久后，德川家康命令眾將領停止追擊島津隊，島津隊的突圍是本次會戰中最激烈的戰鬥之一，但基本與大局無關，脫離戰場的島津隊幾乎傷亡殆盡，最後大概只有五十多人成功逃離戰場(不過近年亦有用以多股小兵力伏擊追兵的島津軍有若干伏兵事後歸還，傷亡較通說為低的論點)，由伊勢經過伊賀、大和兩國前往堺乘船返回九州。

## 其他戰事
除了在美濃關原戰場以外，全日本各地觸發了不少戰爭。本部份將會提及受到東軍和西軍出兵影響所牽連的主要戰事。關於伏見城及岐阜城等前哨戰爭，請見關原之戰#伏見包圍戰、關原之戰#岐阜攻城戰。

### 奧羽

#### 長谷堂城之戰
在東北地區，上杉景勝得知家康即將率軍來征，遂準備迎擊家康。但是在開戰前，家康得知京畿地區的西軍起兵后，帶兵返回江戶。親近家康的最上義光有意起兵向酒田城進攻，但是被上杉軍察覺，後者決定先發制人。直江兼續在9月1日於米澤城進行軍議，并決定向最上氏發動攻擊，封鎖山形城附近的通路。9月9日，以直江兼續為首的部隊（軍力約兩萬四千）開始對最上軍進行攻擊。酒田地方的志駄義秀和下吉忠率領三千部隊，沿最上川進軍。很快，主力軍便攻下除了長谷堂城的通路，並於9月15日，開始向長谷堂城進攻。
孤立無援的義光，既要留意上杉軍的攻勢，亦要留意西軍大名小野寺義道是否會向山形進攻，於是決定向伊達軍求援。義光派遣了他的長男最上義康向伊達氏求援，伊達政宗深思後決定出兵增援。由於長谷堂城位處於一小個丘陵之上，是一座山城，因此較平城更難進攻。最上軍的守將志村高治和鮭延秀綱堅持奮戰，直到伊達軍援兵在9月23日到達。9月29日，上杉的家臣上泉泰綱在攻城期間戰死。翌日，關原之戰的捷報傳來，激勵了最上軍的士氣。最上義光親自追擊，直江兼續見此戰已經沒有意義，為減少本身兵力的傷害，決定全軍撤退。10月1日上杉軍開始撤退，前田慶次殿後。最上義光在追擊時，被流彈所擊中貫穿鎧甲，幸而沒有被子彈所傷。14日，直江已安全到達米澤城。此戰成為了東北地方歷史以來其中一場的最大型戰役。

#### 岩崎城之戰
關原之戰開始後，許多東北的東軍勢力都出兵去協助被上杉軍攻擊的最上氏，陸奧國的名門南部氏也是其中之一，但卻被同為東軍的伊達政宗於領地內煽動一揆企圖藉機擴大勢力，南部軍主力不在的期間只得靠老臣北信愛盡力抵擋一揆眾的軍勢，撐到主君南部利直率領主力回領地救援。
最後南部軍擊敗一揆眾，一揆眾首領和賀忠親遭伊達政宗暗殺滅口。也因為此事，原德川家康答應在戰後要讓伊達氏成為百萬石大名的承諾就此取消。

#### 松川之戰
伊達軍的伊達政宗、片倉景綱等人進攻福島城，與守城方上杉軍本庄繁長、須田長義等人在松川上交鋒，最後伊達軍撤退，上杉軍成功守住福島口。

### 甲信越
1585年的第一次上田城之戰中，痛擊德川軍的真田軍，再次與德川對決。這多少也與雙方家族間的婚姻關係有關。先從真田昌幸說起，他的其中一個女兒嫁給了秀吉的家臣宇田賴次，賴次的女兒更是嫁給石田三成。真田信繁（真田幸村）的妻子是大谷吉繼的女兒，名為安岐姬。真田信幸的正室是德川家直臣本多忠勝之女小松姬。在小山評定後，他們各自表述自己的立場，信繁和昌幸支持三成的西軍，信幸則跟隨德川軍參加戰鬥。
8月24日，德川秀忠統率為數三萬八的部隊從宇都宮城出發，期間家康寄給秀忠的書信除了提醒秀忠和西與家康會合，還表示進攻上田。德川軍在9月2日到達了上田城外。3日，本多忠政和真田信幸與昌幸見面，勸降昌幸。昌幸說他將會在第二天將上田城交還。但是，昌幸卻在暗中準備防禦。到了第二天，德川軍見昌幸還沒有開城投降，於是派使者催促。昌幸在回信中回答「不可以忘記太閤的恩惠」，並挑動秀忠向上田攻擊。6日，由真田信幸擔當先鋒部隊主將向砥石城進攻，但是守城的真田信繁無意與兄長交戰，開城撤離，之後秀忠進入砥石城，準備向戶石城攻擊。
7日秀忠開始包圍上田城，真田信繁所派出的偵察兵被牧野康成發現。牧野康成部隊被城兵誘使進入離城東約七百米的科野大宮社一帶時，突遭真田昌幸預先安排的伏兵包圍。牧野康成被圍，在本多隊和大久保隊支援下，才退到上田城下的街道。而另一邊城北的德川軍主營受到了民兵的攻擊，而真田信繁從後方出現，使得德川軍陷入了混亂。戰爭持續了數天，秀忠8日收到森忠政的書信，說明家康催促秀忠西上。在部下的諫言之下，秀忠決定撤退。13日到達小諸城，這時距離關原開戰只剩下兩天時間，秀忠也因此在戰後才到達關原，被家康責罵。

### 北陸
在北陸地方，越前國大名前田利長準備出征支援家康，在7月26日從金澤城帶領二萬五千兵出發。利長於7月30日日到8月3日期間進攻大聖寺城，城主山口宗永向前田軍投降但被拒絕，山口宗永自盡了結生命。其後，利長向北之庄城進發，城主青木一矩向大谷吉繼求援。這時，前田軍收到了大谷吉繼的假消息，除了向正面進擊以外，還派軍隊從水路攻擊金澤城。利長聞訊後急速回到金澤城，另一隊兵馬在8月8日包圍小松城（之前前田軍迴避對小松城的攻擊）。在丹羽長重的力戰下，將前田軍擊退。前田軍由長連龍負責殿後，多名部下戰死。返回金澤城的利長在9月12日整頓完畢後再次出擊，不過並未及時趕到關原戰場。

### 東海

#### 安濃津城之戰
毛利秀元、吉川廣家和長宗我部盛親的三萬大軍向伊勢地區進軍，目標是安濃津城。安濃津的城主富田信高本來出兵參加會津對上杉的討伐，得報後急速回到安濃津城。面對西軍大舉進攻，他認為以自己的實力（五萬石）難以抵抗三萬大軍，所以向鄰近上野城的分部光嘉和松坂城的古田重然請求增援。古田重勝一度拒絕派出援軍，最終在老臣勸諫之下，決定向富田增援，可是援軍士兵數目只有1700人左右。
8月24日，西軍向安濃津城進攻。西軍放火燒外牆，火勢迅速向城內延燒，西軍很快找到空隙突入。首先衝進城的大將宍戶元續與東軍分部光嘉單打獨鬥，最終在兩人受傷的情況下不分勝負。西軍很快將敵軍迫回本丸。在此期間，突然有一個年輕美貌的武者，穿上鎧甲迎擊，原來是富田信高的夫人，她的迎擊成為了一時佳話。東軍在兵力差距之下，富田信高認為戰爭已經沒有希望，準備自盡。此時，高野山的僧人木食上人介入，并開城投降，信高最後得以保全性命，但是被迫剃髮為僧。之後附近的松坂城同樣開城投降，至於觀望戰事的氏家行廣則在西軍取得勝利後支持西軍。

#### 鳥丸城之戰
這場戰爭是因為九鬼父子兩人意見有異所引起的，父親九鬼嘉隆因為石田三成的擁護下支持西軍，而兒子九鬼守隆在德川家康的保證下支持東軍。九鬼嘉隆為將安濃津城通往遠江國的水路封鎖而離開鳥丸城，守隆在就這個時候佔據了鳥丸城。9月13日，守隆害怕嘉隆進攻，決定向嘉隆攻擊。嘉隆在援軍堀內氏善挾擊之下擊退了迎擊部隊，不久傳出西軍在關原的敗訊，嘉隆逃到豐後國。當時家康鑒於守隆的功績，原本有機會赦免其父嘉隆的罪行，但是在消息傳來之時，嘉隆已經自盡而死。

### 京畿

#### 大津城之戰
9月7日固守大津城的京極高次叛變，加入東軍，以三千兵力守城。京極高次暗中防備，加強了城溝深度，又把大津附近的地區焚燒成荒地。事件驚動了大坂一方，淀殿派遣高次的夫人常高院要求停戰，被高次拒絕。
大谷吉繼、毛利輝元先後派遣了朽木元綱和立花宗茂監視京極高次的情況，使得西軍主將石田三成以毛利輝元命令末次元康（毛利元康）為總大將、小早川秀包（毛利秀包）為副將、立花宗茂、高橋統增、筑紫廣門、伊東祐兵（以家臣山田匡德等人代為出戰）、宗義智的九州軍、增田長盛（以家臣增田作左衛門安俊等人代為出戰）、多賀秀種、橫濱茂勝、桑山一晴、杉若氏宗、矢部定政、木下俊定、垣屋恆總、宮部長房、木下重堅、南条元忠，大坂七手組之片桐且元、片桐貞隆、松浦秀任、石川賴明、伊東長孝、小出秀政、豐臣親衛軍將領郡宗保、速水守久、伊東長實等人和增田長盛的水軍陸續進行包圍，共約一萬五千西軍先後攻城。
9月8日末次元康突破大津關寺於園城寺佈陣，然而元康從9日開始至11日的攻勢受到頓挫，因而調派小早川秀包（毛利秀包）、筑紫廣門、立花宗茂一同進行攻擊。
9月11日晚至12日凌晨京極高次遣家臣赤尾伊豆、山田良利（山田大炊）二百騎和山田村安右衛門、田井太郎左衛門、尼子八郎左衛門、服部幸六郎、丸毛萬五郎、箕浦備後三百騎與伊賀忍軍分別侵入筑紫廣門、立花宗茂及毛利軍陣營夜襲，但立花宗茂早先察知已經整裝且假眠以待，家老十時連貞反而俘虜了山田村和丸毛等人，使得西軍得以在尚未遭受太大損失前將其擊退，但筑紫廣門及毛利軍卻被奪走幾支軍旗，翌日被城方插在城牆上作為挑釁。
12日，攻城諸將於軍議得出結論，對於兵糧彈藥皆充足的大津城，不宜長期包圍而適合速攻，開始進行填埋大津城的外壕。立花宗茂與其弟高橋統增則佈陣於城東的濱町口，面對敵城挖掘了寬幅一間半（約270公分）深一間餘（約180公分）並交互錯綜（原日文以「千鳥掛」一詞形容）的壕溝，還堆築了一間高的土壘，更從大津城近郊的園城寺後方砍取松樹百株，製成並架設防禦城方鐵砲及箭矢的竹束，令軍兵在壕中自由往來支援並互相補給彈藥且配合裝備「早込」的鐵砲部隊進行速射[e]，守城方的京極家對立花家如此攻防一體的戰術之下，不得不關閉了城牆上的射擊口。
翌13日，西軍完成了大津城外濠的填埋，末次元康於正門三井寺口、城西尾花川口以及小早川秀包、筑紫廣門於側門京町口開始進行猛攻。立花軍猛將立花成家、內田統續等進行破城及攀越城壁、由布惟貞率先殺入城中立下一番乘的戰功，接著中江新八、清田正成等亦跟上斬敵攻陷三之丸，至黃昏又攻陷二之丸；另一方面立花軍在長等山配置大筒對城內進行猛烈的砲擊，使城方的京極軍感到難以防禦。當時京都亦聽到了大津傳來的砲彈聲。
14日在激烈的攻防戰下，京極軍戰敗，攻城軍總大將毛利元康派遣高野山的僧侶木食應其上人及新庄直忠做為使者勸降京極高次，然而高次依然擺出徹底抗戰的態度，立花宗茂見狀致信高次，保證其性命安全，並令使弓高手的家臣世戶口政真以箭書的方式射中京極高次的馬印。高次在看過該封書信并接受僧侶木食上人及家臣黑田伊予的極力勸說後，決定開城投降。宗茂讓一族之立花政辰前往大津城做為人質，翌15日早上高次出城進入園城寺剃髮，被送至高野山出家。
立花宗茂等人因此未能參與關原的戰鬥，被迫放棄大津城撤回大坂城，期間宗茂勸說毛利輝元於大坂城籠城抗戰未果，最後各自撤回領地。

#### 田邊城之戰

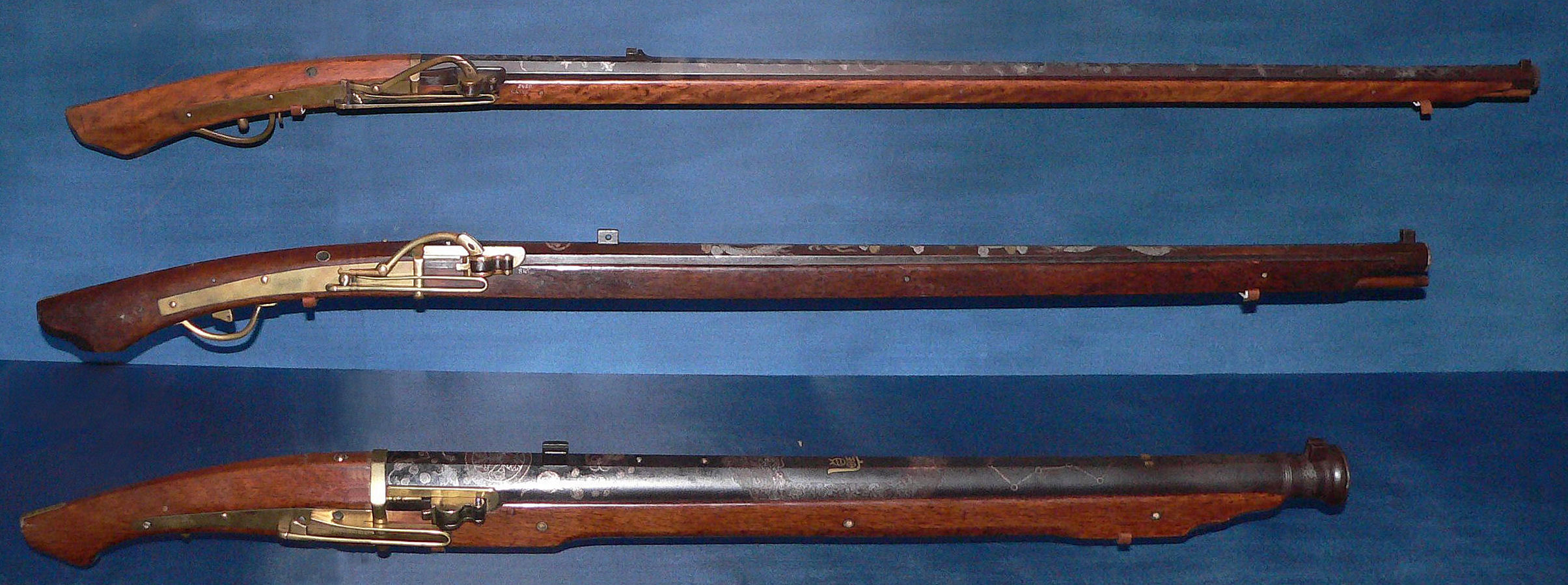
日本江戶時代的火繩槍。

負責攻擊田邊城的大將為小野木重次、赤松廣秀等。7月29日，他們向田邊城發起攻擊。當時守城的細川幽齋（舊名藤孝），只有五百兵力駐守。雖然雙方一直沒有大規模攻勢，形成了長期的包圍戰，这次戰爭卻引起了朝廷的關注，這也許是西軍一直不敢積極攻擊的原因之一。細川幽齋非常擅長和歌，所以結交了許多和歌界的人士。這些人中以古今傳授的弟子八條宮智仁親王。八條宮智仁親王擔心幽齋的安危，於是將其情況告知後陽成天皇。天皇得知後此消息後也擔心失去幽齋，終於在8月26日向幽齋下了第一道命令，要求開城投降，可是幽齋拒絕。天皇第二次透過京都所司代前田玄以作為使者，但是仍然被幽齋拒絕。
最終，朝廷再次派遣使者中院通勝、三條西實枝、烏丸光廣在9月13日到達田邊城，終於成功遊說幽齋安全退到龜山城。得知關原戰敗的重次，解除包圍退回福知山城。其後細川軍乘東軍關原大捷的餘威進行反擊，包圍小野木的福知山城。重次拒絕了德川軍的勸降，在11月16日自盡身亡。

### 四國
毛利輝元家臣村上武吉和村上元吉藉著這次的機會為家臣平岡直房及曾根高房奪回舊領，其目標是加藤嘉明的居城松前城（位於現在的松前町 (愛媛縣)）。雖然加藤嘉明親自出征以支援家康的軍事行動，但是留守的大將佃十成夜襲毛利軍，村上元吉和曾根高房戰死，此為刈屋口之戰。其後毛利軍收到了西軍在關原敗戰的消息後撒離四國。

### 九州
九州方面，除了少部分大名，如加藤清正，為保持中立而沒有行動，大部份大名都出兵支援其他地方的戰事，這樣就形成了大部份地方缺乏兵力的情勢。明確支持東軍的大名只有中津的黑田和唐津的寺澤廣高。黑田孝高是少數留守九州地區的大名，他是豐臣秀吉主政時一位被重用的智將。孝高在瀨戶內海進行了情報搜集，在得知大坂地區的情報後，決定利用大量金錢和糧食，進行大規模招募浪人的計劃。這個計劃對浪人來說，吸引力更是強大，因為其酬金是騎馬武者200匁[f]、徒士100匁、足輕10匁。憑藉以上計劃所募集的兵力，加上留守九州的正規軍，號稱九千兵力的黑田軍正式上陣。

#### 石垣原之戰
9月9日，黑田孝高將招集的三千兵力分七陣從中津城的東方之犬丸原開始南下，10日勸降了豐後高田城代竹中重義（重興），隨後包圍了垣見一直的富來城（由城代筧利右衛門鎮守），並牽制熊谷直盛的安歧城（由城代熊谷外記鎮守）。12日，大友軍攻擊松井康之鎮守的杵築城，因黑田軍的來援，大友軍遂撤。
9月13日，黑田軍與當時想重振大友家的大友義統（因為在平壤之役聽到敵人的砲火聲命軍隊後退，導致失格而被改易）在石垣原展開決戰。孝高一時中了大友家名將吉弘統幸的計略而混亂，但仍於苦戰中將大友軍擊敗。吉弘統幸則是在與敵對的黑田家猛將，同時也是昔日好友的井上之房單挑時慷慨赴義，可以說是勇戰而死。大友家自義鎮以來集結的精英幾乎全部陣亡，而此戰之熾烈也被稱作「九州的關原」。15日義統透過黑田家母里太兵衛宣佈投降。其後，黑田軍利用晉州之役的攻城兵器龜甲車，使多數西軍大名不戰而降，攻陷了豐前和豐後兩國城堡。

#### 江上八院之戰
10月20日，一直留意九州戰情的鍋島直茂決定支援黑田孝高，並想攻下西軍立花宗茂的柳川城帶罪立功。他率領3萬2千大軍，先攻下了西軍小早川秀包的久留米城，降服了城將桂廣繁。立花家全軍以1萬3千兵力做守備態勢。
10月25日，鍋島軍與立花家家老小野鎮幸1千3百餘人於柳川城北方的三瀦郡的江上・八院一地激戰，立花軍衝潰鍋島家先鋒軍十二段軍陣中的九段。當時在立花本陣前的橋樑，因為立花將士的捨命進功而血流成河，滿佈屍體，後世稱為地獄橋。立花家最後靠著小野鎮幸的死守和立花成家的奇襲使得鍋島軍畏懼其實力而不敢再冒然進軍，立花軍則因兵力懸殊退回居城。自此鍋島直茂和黑田孝高、加藤清正三軍聯合包圍立花宗茂的柳川城至27日，宗茂為了領民的安全而接受好友加藤清正的勸降，於31日開城。
接著黑田、加藤、立花和鍋島聯合軍南下以立花宗茂為首與島津家交涉。當時家康得知了九州陷入戰爭狀態後亦派出井伊直政等人作為使者調停，在11月17日命令九州諸大名立即停止戰爭。

## 戰後處理
敗北的西軍大部份往各處逃亡，但戰後畿內及東海部份地區仍有部份殘餘勢力繼續抵抗。東軍乘關原大捷的餘威追擊，除了搜捕西軍殘餘勢力外，還派大規模部隊繼續進攻其他西軍重要城塞。
對佐和山城的進攻由井伊直政指揮，此外田中吉政、小早川秀秋等背叛西軍的將領亦有參與。守城方是石田三成兄石田正澄、父石田正繼等人，約2800兵駐守。東軍在9月17日發動攻擊，9月18日攻陷佐和山城，正澄、正繼父子自殺。
至於大垣城方面，守將是福原長堯。東軍由松平康長、堀尾忠氏、中村忠一、水野勝成、津輕為信等將領率領，包圍大垣城。首先，防守三丸的相良賴房作為德川軍的內應，迅即離開大垣城，不久相良賴房的家臣犬童賴安成功遊說九州大名秋月種長、高橋元種，西軍的垣見一直、熊谷直盛、木村由信先後被殺害。東軍進軍大垣城三丸，福原長堯一路率兵抵抗，但是節節敗退，最後只剩下二、三十多人仍堅持戰鬥。9月23日，西尾光教成功遊說福原長堯投降。9月28日，長堯在伊勢自盡。
此外在京畿一帶，家康得知五奉行之一長束正家返回水口城時，便立即派池田輝政、稻葉貞通進攻水口城。9月30日，長束正家開城。10月3日正家自盡。另外，細川幽齋在小野木重勝解除對田邊城包圍時，反攻小野木的福知山城，但是後者仍然抵抗到底，直到11月18日小野木自盡。至於五奉行中另外兩名彈劾家康的前田玄以和增田長盛為家康內應，前者保留原有領地，後者則被沒收領地。
立花宗茂要求毛利輝元在大坂反擊，但輝元最終離大坂城而去。德川家康在輝元離開後進入大坂城。其中三名有重要影響力的人物被捕：石田三成在伊吹山被田中吉政隊所捕、小西行長在較早前向農民自首後被竹中重門隊所捕獲，還有逃到京都的安國寺惠瓊同樣被奧平信昌拘捕。三人在10月1日（儒略曆11月6日）六條河原被斬首示眾。隨即，三人的頭顱在三條河原地區巡遊示眾。
9月27日家康進入大坂城後，指派井伊直政、本多忠勝、榊原康政、本多正信、大久保忠鄰和德永壽昌六人調查各將領的戰功。調查完成後，家康對大部份大名作出的領土調整，共九十家大名被除封、四家被減封，受影響領地的石高合計有660萬。增封的大名一共有一百零五家（包括新分封）。
由於獎罰的大名眾多，這裡只會列出一些重要人物的獎罰情況。第一次領地分配在10月15日發佈，整個分封最終在1602年（慶長7年）完成。

### 西軍大名處置
- 減封（領地削減）
  - 東北地區最大大名上杉景勝由120萬石被減封到米澤的三十萬石[68][66]；
  - 曾協助石田三成的佐竹義宣由常陸水戶城五十四萬石，減封到東北久保田的十八萬石（在第二代藩主義隆管治時確定為20萬）[68][66]；
  - 西軍總大將毛利輝元支持西軍，但由於其家臣吉川廣家成為德川軍內應，只減封至周防和長門。兩國合共三十六萬九千石[68][66]；
  - 另外豐臣秀賴在近畿的領地則由222萬石減至65萬石。
- 除封（領地完全沒收）
  - 逃離戰場的宇喜多秀家在島津氏的領地隱居，但後來被幕府發現。因島津忠恒和前田利長的進言，宇喜多秀家在駿河國被監視一段時間後，被流放到八丈島[69]；
  - 長宗我部盛親本來有機會向家康謝罪，但是因為他殺害了胞兄津野親忠，最終家康大怒，造成長宗我部領地全數沒收[66][69]；
  - 真田昌幸父子憑藉加入東軍的長子真田信幸與信幸岳父本多忠勝向家康求情，免除死罪但終生幽禁於紀伊國的九度山，昌幸在上田城一帶的領地由真田信幸繼承；
  - 雖然丹羽長重[66]、立花宗茂[66]及瀧川雄利的領地被沒收，但在隨後江戶幕府成立之初、安排新領地時，率先得到復封；
  - 石田三成原有近江佐和山十九萬石，東軍在關原的戰鬥完成的第二日進行攻城，三成的父親正繼自盡死亡；
  - 長束正家在10月3日面對池田軍包圍，決定放火燒水口城自盡身亡[66]；
  - 大谷吉繼原有越前敦賀五萬石[66]；
  - 小西行長原有宇土城20萬石，其弟行景在宇土城面對黑田軍的攻擊戰敗自盡[66]。
  - 織田秀信原有岐阜13萬石，因領地岐阜介於東西兩軍之邊緣而率先被東軍的池田輝政攻下，戰後領地被沒收，秀信被流放到高野山。
- 保留
  - 島津義弘在兄長島津義久長時間介入下，讓島津忠恒繼承家督，因而保住領地[70][36]（60萬石）；
  - 鍋島直茂本人留在九州，派遣長男勝茂指揮，勝茂加入了西軍，曾協助攻擊安濃津城，後來勝茂被父親召回，參與進攻柳川後保留原有領地（35萬7000石）；
  - 三中老之一生駒親正曾派遣家臣進入大坂及參與攻擊田邊城，因其兒子一正以東軍身份參與關原的戰鬥，領地得而保留（12萬6000石），但親正被迫退位。

### 東軍大名論賞
下列内容中，括號內的數字為大名領地增加的倍率。此外，德川家康除了其在江戶一帶領地，更直接管理了重要商業地區（堺、長崎等），總收入高達400多萬石。

#### 一門
為了讓家康的子孫可以享有穩定的財政和更大的軍事力量，負責監視外樣大名，他們的領地移封至較好的地方，石高更是以倍計上升，明顯地比一部份有戰功的外樣大名的提升比率更為大。
- 次男結城秀康由下總結城10萬1千大幅升至越前府中68萬[71][72]（6.7）；
- 四男松平忠吉由武藏忍10萬石增至尾張清洲52萬[72]（5.2）；
- 五男武田信吉由下總內4萬石增至常陸水戶15萬[72]（3.75）；
- 六男松平忠輝由武藏深谷一萬石增至下總佐倉5萬石[72][73]（5.0）。

#### 譜代
雖然他們之中有不少大名在很久以前就開始為德川氏效力，然而，譜代的大名的領地并没有大幅上升的跡象。其中擁有最多領地的大名也不過將近20萬石。以下將列出增加幅度較為顯著的大名：
- 井伊直政由上野高崎12萬，移封至近江佐和山18萬石[74]（1.5）；
- 奧平信昌由上野小幡3萬石，加封至美濃加納10萬石[75]（3.3）；
- 鳥居元忠的長男忠政由下總矢作4萬，移封至陸奧磐城平10萬。（2.5）[76]
- 大須賀忠政由上總久留里3萬，移封至遠江橫須賀6萬石[73]（2.0）。

#### 外樣
外樣大名的封赏加幅不等。為了讓部份大名完全歸順家康，家康依據戰功而提升他们的封赏，但有少數大名是例外：
- 池田輝政由三河十五萬石，移封播磨姬路52萬石[73]（3.4）；
- 加藤清正在肥後熊本的領地由25萬石增至54萬石（2.5）[73][72]；
- 關原之戰擁有很大戰功的福島正則由清洲20萬石加封到安藝廣島49萬石[73]（2.4）；
- 成功捕獲石田三成的田中吉政由三河岡崎10萬石，移封至久留米32.5萬石（3.2）[72]；
- 細川忠興由丹波18萬石，提升到豐前小倉39萬石（2.2）；
- 伊達政宗的領地由58萬5千石稍微提升到60萬5千石。家康原欲提升他的領地至100萬石，但是因為被揭發煽動和賀忠親引發岩崎一揆，新得領地大幅減少。後來再被加增近江及常陸的飛地，成為62萬石的大名(1.1)；
- 最上義光的山形領由於抗戰上杉受到重大打擊，領地由24萬提升到57萬石（2.3）[73]；
- 淺野長政由甲府府中的22萬石，加封到紀伊37萬石（2.0）；
- 小早川秀秋雖然被增封至宇喜多的舊領（岡山），石高收入由35萬7千石增加到57萬石，但是因為沉迷酒色，於1602年病死，成为在江户幕府成立前唯一因為無子繼承而被廢除的大名；
- 赤座直保和小川祐忠雖然跟隨小早川軍的行動，可是因為家康沒打算讓他們成為大名，他們最终難避領地被沒收的命運。只有脇坂安治因為事前已與東軍內通，可以保住其三萬石的領地[73]，至於朽木元綱戰後其石高收入不足1萬石，後來再次回復大名身份；
- 前田利長越中加賀領地為83萬5千石，雖然在北陸軍事行動受挫，無法參與戰爭，但仍增至119萬2700石，成為外樣大名第一大藩[73]。
- 稻葉貞通於八幡城合戰投降後以細川忠興部屬的身分參戰，因在激戰區中作戰立功，從美濃國八幡藩的4萬石、改封至豐後國海部郡、大野郡、大分郡三郡共5萬60余石的臼杵城主，並成為初代臼杵藩主。

## 戰後影響

江戶時代所描繪的關原之戰合戰屏風。

關原之戰后，德川家康真正成為了霸主。家康重新分封大名領地后，沒有遭遇太大的爭議。1603年家康創立德川幕府，就任征夷大將軍。其直轄領（亦即天領）由200萬石提升到400萬石，而豐臣氏所領領地由222萬石大幅減至65萬石。家康控制了堺和長崎等商業收入來源，亦控制了多座礦山，并從事貨幣鑄造的工作。
但是家康沒有打算就此完結，他認為必須完全消滅豐臣氏才能鞏固幕府的統治。他首先架構了對大坂的包圍網，最終於在1614年到1615年之間發動了大坂之陣。部份西軍將領以浪人身份為豐臣軍而戰（真田信繁、毛利勝永、明石全登等）以挽回自己的名譽。最後，大坂城被德川攻佔，豐臣氏正式滅亡。德川幕府自此建立長達250年的統治。

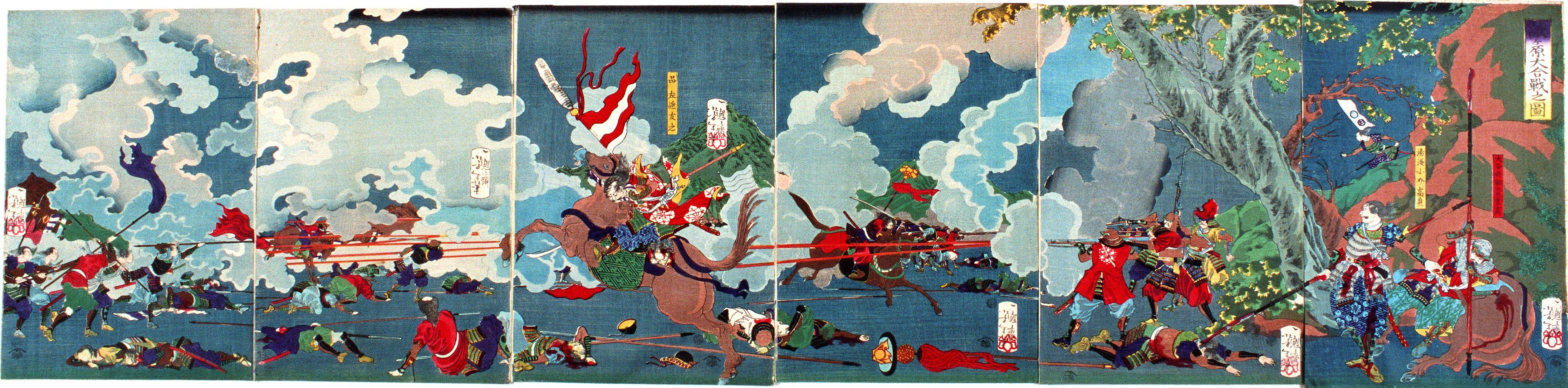
描繪的關原之戰合戰屏風。

關原之戰后對各大名的處理對二百多年後的倒幕運動亦有所影響。土佐領內的大名山內一豐將失格的浪人提升為鄉士，這些鄉士多數為長宗我部氏的舊臣，論地位仍然不及山內原有的家臣上士，造成部份鄉士對幕府沒有好感。因此，土佐地區成為了倒幕運動的主要地區之一。薩摩地區的大名知道關原之戰的敗因是情報能力不足。於是他們加緊了對情報的搜集和保密，因此擁有了勝於幕府的財力。另外長州方面，因為家康背弃承诺，大量減封毛利家的領土，致使在关原之战前后主动对德川示好示弱的毛利家在战后依然遭遇大规模的领土萎缩，領地只剩下長門國及周防國兩國，令毛利家大部份家臣對德川幕府非常仇恨，因此日後成為了倒幕的最激烈的地方。

## 瑣事
- 著名劍豪宮本武藏曾經參與關原的戰鬥。當時他與父親一同隸屬於宇喜多軍。據傳言，武藏最後無傷而逃，但也有人指出他的父親新免無二在關原之戰以前是黑田家的家臣，當時黑田家的文書也有這樣的記載。另外，他也可能以黑田軍身份在九州從軍。[g]

- 原本島津軍也是跟隨部分加入東軍的大名而加入東軍，但是因為伏見城城主鳥居元忠拒絕讓島津軍進城，島津在一怒之下決定加入西軍。

## 以描寫關原之戰為主的作品
小說方面，詹姆士·卡萊維的小說作品《將軍》（Shogun），曾以類似的人物描述此場戰爭。德川家康（Tokugawa, Ieyasu）的姓氏被改為Toranaga，石田三成（Ishida, Mitsunari）在作品中的姓氏被改為Ishido。
日本電視劇的作品有不少涉及關原之戰。下面介紹以關原之戰為主題的作品：
- 關原，改編自司馬遼太郎的同名小說（1966年由新潮社發行），東京放送1981年作品，鴨下信一導演，森繁久彌飾德川家康，加藤剛飾石田三成。
- 德川家康（徳川家康），1983年NHK大河劇，瀧田榮飾德川家康，鹿賀丈史飾石田三成。
- 葵德川三代（葵徳川三代）2000年NHK大河劇，津川雅彥飾德川家康，江守徹飾石田三成。
- 戰國自衛隊2006關原之戰（戦国自衛隊2006関ヶ原の戦い），2006年日本電視台作品，津川雅彥飾德川家康，竹中直人飾石田三成。
- 關原之戰（関ヶ原），2017年東寶映畫株式會社電影，岡田准一飾石田三成，役所廣司飾德川家康。

在電子遊戲中，不少歷史模擬遊戲或動作遊戲也設有關原之戰相關的歷史事件。以PS2遊戲《決戰》為例，遊戲設置初戰為關原之戰，不久會決定影響遊戲所進行的路線。其他遊戲如太閤立志傳（第四代以後）設定一個龐大的事件，使用不同角色進行會影響遊戲的發展。2008年，光榮在任天堂DS發行的謀略的未來以石田三成為主角參與關原之戰。由英國開發商所開發的遊戲幕府將軍：全軍破敵中也設定了關原之戰的戰役模式。世紀帝國III：亞洲王朝中的戰役模式亦涉及關原之戰。PS3及Wii遊戲戰國BASARA3故事以關原之戰為藍本。

### 引用
1. ↑  『関原始末記』
2. ↑  『関原軍記大成』
3. ↑  『関原合戦記』
4. ↑  舊參謀本部.  . 德間文庫 (德間書店). 1994-01-01: 436頁. ISBN 978-4198900533 （日语）.
5. ↑  新歷史群像1 p.22
6. ↑  小和田p52-53
7. ↑  新歷史群像p.26
8. ↑  二木 p.6
9. ↑  日本史話 近古篇 p.127
10. ↑  新歷史群像1 p.27
11. ↑  新歷史群像1 p.31
12. ↑  三成の挙兵 （页面存档备份，存于） 內文：「。」
13. ↑  伏見城の戦い　～鳥居元忠の関ヶ原～ （页面存档备份，存于）（日語）
14. ↑  田辺城の戦い　～細川幽斎の関ヶ原～ （页面存档备份，存于）（日語）
15. ↑  新歷史群像p.33
16. ↑  小和田p.112-115
17. ↑  [.   [2009-06-10]. （原始内容存档于2021-03-25）. 网址－维基内链冲突 (帮助) 八]
18. ↑  . （原始内容存档于2002-11-01）.
19. ↑  小和田p.120-121
20. ↑  .   [2013-11-04]. （原始内容存档于2021-03-07）.
21. ↑  新歷史群像1 p.36
22. ↑  二木 p.145
23. ↑  新歷史群像1 p.54-55
24. ↑  二木p.36
25. ↑  A illustrated History p.105
26. ↑  二木 p.110
27. ↑  新歷史群像1 p.68
28. ↑  二木p.129-140
29. ↑  .   [2008-03-08]. （原始内容存档于2021-03-25）.
30. ↑  『敗者から見た関ヶ原合戦』洋泉社、2007年05月
31. ↑  新歷史群像 p.73
32. ↑  .   [2008-01-28]. （原始内容存档于2021-03-25）.
33. ↑  二木p.164
34. ↑  A illustrated History p.110
35. ↑  小和田 p.152
36. 1 2  [永久]
37. 1 2  新歷史群像1 p.102
38. ↑  松川合戰 的存檔，存档日期2009-09-24.
39. ↑  .   [2009-06-10]. （原始内容存档于2021-02-14）.
40. ↑  .   [2009-06-09]. （原始内容存档于2021-03-12）.
41. ↑  新歷史群像1 p.105
42. ↑  浅井畷の戦い （页面存档备份，存于）
43. 1 2  .   [2008-01-20]. （原始内容存档于2021-03-12）.
44. ↑  .   [2022-08-25]. （原始内容存档于2022-11-07）.
45. ↑  出自大津籠城合戰記。中野等 『立花宗茂』P.121
46. ↑  『評註名将言行録』P.250
47. ↑  『慶長武士』P.140~142
48. ↑  .   [2022-08-25]. （原始内容存档于2022-11-07）.
49. ↑  .   [2022-08-25]. （原始内容存档于2022-11-07）.
50. ↑  .   [2022-08-25]. （原始内容存档于2022-10-23）.
51. ↑  『柳河戦死者名譽錄』（三六）近江国大津 慶長五年九月十三日 P.20~22
52. ↑  『京極家譜』
53. 1 2  中野等、穴井綾香『柳川の歴史4・近世大名立花家』P.178
54. ↑  二木p.30
55. ↑  立花鑑貞次男。立花三郎右衛門、臼杵新介
56. ↑  『長編歴史物語戦国武将シリーズ（1）立花宗茂』九十一 大津の戦い P.245～248
57. ↑  『旧柳川藩志』第十八章 人物 第十三節 柳川人物小伝（三）世戸口政真 870頁
58. ↑  『旧柳川藩志』第十八章 人物 第十六節 柳川人物小伝（六）立花政辰 954頁
59. ↑  .   [2022-08-25]. （原始内容存档于2022-10-23）.
60. ↑  .   [2022-08-25]. （原始内容存档于2022-10-23）.
61. ↑  『日本戦史・関原役』（第七篇　本戦前後東西各地ノ諸戦 第九章　大津）
62. ↑  .   [2008-01-10]. （原始内容存档于2021-02-14）.
63. ↑  .   [2009-06-09]. （原始内容存档于2021-03-25）.
64. ↑  .   [2009-06-05]. （原始内容存档于2021-03-25）.
65. ↑  二木 p.202
66. 1 2 3 4 5 6 7 8 9 10  .   [2007-07-20]. （原始内容存档于2021-03-25）.
67. ↑  二木p.203
68. 1 2 3  激鬥 大坂之陣p.40-41 根岸茂夫
69. 1 2  激鬥 大坂之陣p.38-39 宮本義已
70. ↑  二木p.197-199
71. ↑  .   [2008-01-04]. （原始内容存档于2021-03-25）.
72. 1 2 3 4 5 6  新歷史群像1 p.117
73. 1 2 3 4 5 6 7 8  .   [2008-01-07]. （原始内容存档于2021-03-25）.
74. ↑  .   [2008-01-08]. （原始内容存档于2008-01-09）.
75. ↑  .   [2008-01-04]. （原始内容存档于2021-01-15）.
76. ↑  .   [2013-11-04]. （原始内容存档于2021-05-20）.

1. ↑  諏訪勝則作成の表（『歴史読本』780号 新人物往来社、2004年）掲載のでは一忠。
2. ↑  黄母衣衆や、織田信吉、織田長次が布陣したとされる。
3. ↑  古田重然という説もある。

### 书目
- 新歷史群像系列1,學習研究社 ISBN 4-05-604246-2 2006年
- ,學習研究社 ISBN 4-05-602236-4 2000年
- Samurai An Illustrated History,Mitsuo Kure,Tuttle Publishing. ISBN 0-8048-3287-0
- 趙建民、劉予葦著，《日本通史》，台北：五南圖書，1991年。 ISBN 957-11-0351-9
- 柳河P366~373 大津P322~327
- 大津市志 大津籠城合戰記 P2194~2204
- 日本史話 近古篇 汪公紀 聯經出版 ISBN 978-957-08-2928-0
- ，小和田哲男，ISBN 4-404-02844-X 1999年
- 、二木謙一、中央公論社 1982年 ISBN 978-4-12-100642-4

## 外部連結

### 基礎資訊
- 關原研究所 含基百資料及各地戰爭的簡介 （页面存档备份，存于）（日語）
- 關原地區戰爭遺跡圖片集 （页面存档备份，存于）（日語）

### 進階資料
- 一個介紹關原之戰的專題[]（繁體中文）
- 解析關原之戰的詳細情況（繁體中文）
- 人間模樣關原 （页面存档备份，存于）（日語）